# أحمر بن شميط
أحمر بن شميط هو قائد جيش المختار الثقفي في الكوفة، كان إلى جانب المختار وشارك في قتال قتلة الحسين بن علي، قُتل من قبل جيش مصعب بن الزبير في معركة المذار وقُتل في هذه المعركة أيضا أبو عمرة وعبد الله بن كامل الشاكري والكثير من القادة وموقع المعركة بالقرب من الكوفة عام 67 هـ كان احمر بن شميط قائداً لجيش المختار الثقفي فيها.